# Episodi de I maghi di Waverly (prima stagione)
La prima stagione della serie televisiva I maghi di Waverly è stata trasmessa negli Stati Uniti dal 12 ottobre 2007 al 31 agosto 2008 su Disney Channel.
La stagione introduce la famiglia Russo, composta da Alex Russo interpretata da Selena Gomez, Justin Russo interpretato da David Henrie, e nel cast vi sono anche Jake T. Austin, Jennifer Stone, David DeLuise e Maria Canals Barrera.

Logo delle prime tre stagioni

| nº | Titolo originale                         | Titolo italiano                    | Prima TV USA     | Prima TV Italia   |
| -- | ---------------------------------------- | ---------------------------------- | ---------------- | ----------------- |
| 1  | The Crazy Ten Minute Sale                | La folle svendita dei dieci minuti | 12 ottobre 2007  | 26 gennaio 2008   |
| 2  | First Kiss                               | Il primo bacio                     | 19 ottobre 2007  | 18 luglio 2008    |
| 3  | I Almost Drowned in a Chocolate Fountain | Occhio per occhio...               | 26 ottobre 2007  | 19 luglio 2008    |
| 4  | New Employee                             | La nuova apprendista               | 2 novembre 2007  | 22 luglio 2008    |
| 5  | Disenchanted Evening                     | Senza regole                       | 9 novembre 2007  | 30 luglio 2008    |
| 6  | You Can't Always Get What You Carpet     | Il tappeto volante                 | 10 novembre 2007 | 3 agosto 2008     |
| 7  | Alex's Choice                            | La scelta di Alex                  | 16 novembre 2007 | 25 luglio 2008    |
| 8  | Curb Your Dragon                         | Il cane di Justin                  | 30 novembre 2007 | 23 luglio 2008    |
| 9  | Movies                                   | Serata da film                     | 14 dicembre 2007 | 29 luglio 2008    |
| 10 | Pop Me and We Both Go Down               | Un brufolo di troppo               | 6 gennaio 2008   | 20 luglio 2008    |
| 11 | Potion Commotion                         | Pozione d'amore                    | 10 febbraio 2008 | 21 luglio 2008    |
| 12 | Justin's Little Sister                   | Justin chi?                        | 9 marzo 2008     | 16 luglio 2008    |
| 13 | Wizard School - Part 1                   | Scuola di maghi (Prima parte)      | 6 aprile 2008    | 27 luglio 2008    |
| 14 | Wizard School - Part 2                   | Scuola di maghi (Seconda parte)    | 6 aprile 2008    | 28 luglio 2008    |
| 15 | The Supernatural                         | La partita di baseball             | 18 maggio 2008   | 17 luglio 2008    |
| 16 | Alex in the Middle                       | Lo zio Kelbo                       | 15 giugno 2008   | 24 luglio 2008    |
| 17 | Report Card                              | La pagella                         | 29 giugno 2008   | 31 luglio 2008    |
| 18 | Credit Check                             | Il nuovo lavoro di Alex            | 6 luglio 2008    | 7 agosto 2008     |
| 19 | Alex's Spring Fling                      | Riley molla Alex                   | 20 luglio 2008   | 30 novembre 2008  |
| 20 | Quinceañera                              | Quinceañera                        | 10 agosto 2008   | 30 novembre 2008  |
| 21 | Art Museum Piece                         | Il museo d'arte                    | 31 agosto 2008   | 11 settembre 2008 |

## La folle svendita dei dieci minuti
- Titolo originale: Crazy 10 Minute Sale
- Diretto da: Fred Savage
- Scritto da: Todd J. Greenwald

### Trama
Ogni anno, in un negozio di vestiti, si tiene una folle svendita di dieci minuti che riduce di molto il prezzo degli indumenti. Alex vorrebbe partecipare a questo evento annuale insieme alla sua amica Harper per riuscire a comprare una bellissima giacca prima che possa farlo la sua acerrima nemica Gigi, ma non le è permesso andarci dato che quello stesso giorno è costretta a frequentare una delle lezioni di magia tenute da suo padre ogni giovedì e martedì. 

La ragazza sfrutta quindi uno degli incantesimi insegnatole da suo padre in grado di creare la copia stessa di una persona. Alex, dopo essersi duplicata, partecipa così di nascosto alla svendita mentre la sua copia è a casa a seguire la lezione di magia, ma una volta lì, scopre che al negozio è presente anche sua madre, per cui è necessario che lei passi inosservata per non essere vista. 

Alex ha comunque delle difficoltà nel prendere la tanto agognata giacca in quanto si ritrova inspiegabilmente a fare delle azioni su se stessa, come ad esempio schiaffeggiarsi o fare il verso di una papera. 

Alla fine non riesce ad avere la giacca che tanto desiderava, ma si limita ad umiliare Gigi, anche se poi viene scoperta dai suoi genitori. Una volta a casa, oltre a ricevere un'amara punizione di quattro settimane, scopre che i gesti involontari al negozio erano a causa dei suoi fratelli, che nel frattempo a casa facevano degli incantesimi sulla copia di Alex, che venivano svolti anche da Alex stessa.
- Lezione magica: Edgebono Utoosis (duplicazione di oggetti o persone)
- Guest Star:Skyler Samuels (Gigi)

## Il primo bacio
- Titolo originale: First Kiss
- Diretto da: Joe Regalbuto
- Scritto da: Vince Cheung, Ben Montanio

### Trama
A lezione di magia del giorno, i fratelli Russo imparano un incantesimo da loro padre Jerry che riavvolge il tempo di qualche secondo. Nel frattempo, Justin è intenzionato a baciare la sua nuova fidanzata Miranda, di un anno più grande di lui. Questi però, non avendo mai baciato una ragazza, è molto nervoso, ma sua sorella Alex propone di aiutarlo, consigliandogli di portare la sua amata al cinema.

Alla Sub Station, paninoteca della famiglia Russo, Max viene notato da un importante venditore di panini mentre prepara un sandwich molto stravagante. L'uomo propone così al giovane Russo di rifare il panino per farlo assaggiare anche ad altri importanti uomini d'affari, ma Max si è già dimenticato degli ingredienti messi nel sandwich.

Con l'aiuto dei suoi genitori riesce infine ad azzeccare gli ingredienti prima dell'arrivo dei venditori di panini, mentre Alex segue di nascosto suo fratello al cinema, per evitare che possa commettere errori nel tentativo di baciare Miranda. Come previsto, Justin cade in preda al nervosismo facendo anche strane figuracce davanti alla sua fidanzata, per cui Alex è costretta a rimandare indietro il tempo di qualche secondo per fare in modo che egli rimedi ai suoi piccoli sbagli. 

Ciò rende un fallimento anche il test del sandwich di Max, poiché i venditori avevano già l'impressione di aver assaggiato quel panino in precedenza. Alla fine, grazie ad un'ultima possibilità concessa da Jerry, Justin riesce a baciare Miranda e ora può tornare a casa felice.
- Altri interpreti: Lucy Hale è Miranda, Wayne Federman è Mr. Kaminsky, Bryant Johnson è Matt, Jim Wise è Mr. Malone
- Lezione magica dell'episodio: Mecrario Temerario, riavvolge il tempo di qualche secondo.

## Occhio per occhio...
- Titolo originale: I Almost Drowned in a Chocolate Fountain"
- Diretto da: Joe Regalbuto
- Scritto da: Gigi McCreery, Perry Rein

### Trama
Alex ha preso un'insufficienza in spagnolo ed incolpa Max e Justin di averla distratta dallo studio giocando a paintball. La madre telefona all'insegnante e riesce a far ottenere alla ragazza un secondo compito in classe. Alex potrà avere dai genitori il permesso uscire con i suoi amici il venerdì solo prendendo un buon voto nel test. La ragazza decide di farsi aiutare da un piccolo elfo specializzato. Quando Max e Justin lo scoprono, decidono di prendersi la loro rivincita provocando ad Alex una voglia irrefrenabile di cioccolato.
- Altri interpreti: Amanda Tepe, Brian Kubach, Al Madrigal, Jack Plotnick, John Bobek, Jordan-Claire Green, Sonja Munsterman

## La nuova dipendente
- Titolo originale: New Employee
- Diretto da: Bob Berlinger
- Scritto da: Peter Murrieta

### Trama
Alex convince i genitori a far lavorare Harper nel locale di famiglia ma ben presto scopre che la ragazza è un vero disastro nel prendere le ordinazioni. Per questo motivo Alex decide di migliorare le abilità dell'amica grazie alla magia. Harper però diventa troppo brava e, dopo un litigio, Alex la licenzia e la ragazza trova lavoro in un altro locale. La direttrice del nuovo locale fa diventare Harper commessa del mese. L'incantesimo però svanisce e la ragazza provoca l'allagamento del suo posto di lavoro.
Nel frattempo, Justin inizia a dare ripetizioni ma viene ricattato da Frankie, un ragazzino che svolge la sua stessa attività.
- Altri interpreti: Paulie Litt, Amanda Tepe, Chad Broskey
- Lezione magica dell'episodio: La ragazza colorata come una fioriera rendila brava come una locandiera (Fa diventare bravi come dei locandieri), La ragazza brava come una locandiera falla tornare come era (Fa il contrario).
- Assenti: Jake T. Austin (Max Russo)

## Serata Disincantata
- Titolo originale: Disenchanted Evening
- Diretto da: Mark Cendrowski
- Scritto da: Jack Sanderson

### Trama
Alex scopre che nella sua scuola c'è un altro mago: TJ Taylor. Al contrario dei genitori della ragazza, quelli del mago sono piuttosto permissivi e gli lasciano usare la magia quando vuole. TJ spiega che i due sono sotto incantesimo. Allora Alex decide di seguire l'esempio dell'amico e prepara il "cugle", un cibo che rende insensibili ai rischi ed alle regole. La ragazza però inizia a combinare guai e, non sapendo come risolverli, si accorge di quanto era importante avere dei genitori presenti. Justin scopre il controincantesimo: far mangiare ai genitori del cioccolato in polvere. Quando l'incantesimo svanisce, i genitori decidono di liberare anche i genitori di TJ.
- Altri interpreti: Daryl Sabara, Bonnie Burroughs, J.R. May, Dink O'Neal
- Lezione magica dell'episodio: Piede per mano (Trasforma una mano in un piede), Trasportium fuori orbitorium (Per andare su Marte), Appareo pancakes (fa apparire dei pancakes), Per non rabbrividire, mi voglio coprire (Fa apparire giubbotti sulla persona che ha pronunciato l'incantesimo)
- Assenti: Jennifer Stone

## La cocca di papá
- Titolo originale: You Can't Always Get What You Carpet
- Diretto da: Fred Savage
- Scritto da: Peter Murrieta

### Trama
Alex vorrebbe imparare ad utilizzare il tappeto volante ma il padre, ritenendola ancora troppo piccola, non vuole insegnarglielo. La ragazza però scopre dal padre che il fratello sa condurre il tappeto e quindi è costretto a spiegarlo anche a lei. Questi però si rivela molto opprimente rispetto al solito ed Alex non riesce ad imparare come vorrebbe. Justin, nonostante sia geloso della posizione privilegiata della sorella nel cuore del padre, le dà ripetizioni. Alla fine Alex impara a guidare il tappeto e Jerry capisce che sua figlia non potrà essere la sua piccolina per sempre.
- Assenti: Jennifer Stone (Harper)

## La scelta di Alex
- Titolo originale: Alex's Choice
- Diretto da: Bob Berlinger
- Scritto da: Matt Goldman

### Trama
Gigi invita Alex e Harper al party annuale del tè. Alex cerca di convincere Harper a non andarci perché pensa che l'invito fatto dalla loro acerrima nemica sia una trappola. Alex trova conferma dei suoi sospetti quando sente che il party è una gara per incoronare l'invitata più lagnosa. Nel frattempo, Justin e Max inviano una finta richiesta d'aiuto tramite posta magica ed una squadra di soccorso si dirige verso casa Russo.
- Altri interpreti: Skyler Samuels, Brian Scolaro, Michael A. Shepperd, Amanda Tepe, Heather Trzyna, Kelsey Sanders, Veronica Sixtos
- Lezione magica dell'episodio: Alcuni sono deliziosi, altri fanno schifo parecchio: per sapere la verità, del pipistrello dammi l'orecchio (Sentire bene anche quando si è lontani); C'è chi è buono o chi è fetente, ma è ora che tutte aprano la loro mente! (Dire realmente quello che pensano)
- Assenti: David DeLuise

## Il cane-Drago
- Titolo originale: Curb Your Dragon
- Diretto da: Bob Berlinger
- Scritto da: Gigi McCreery, Perry Rein

### Trama
Alex compra a Justin un cane che in realtà è un drago sotto incantesimo. Il nuovo cane può ancora sputare fuoco e volare ed Alex, per non insospettire i genitori, racconta di averlo trovato ed appende dei volantini con la consapevolezza che nessuno verrà mai a riprendersi l'animale. Però il venditore si spaccia per il vero padrone del cane e se lo riprende. Alex scopre che l'animale parteciperà ad una mostra canina. Insieme a Justin e Max cerca di recuperarlo e di vendicarsi della truffa subita.
- Altri interpreti: Paulie Litt, Taylor Negron, Amanda Tepe, Brooks McBeth
- Lezione magica dell'episodio: Humanosa Espinosa (Trasforma gli animali in persone), Animosa Espinosa (fa il contrario)
- Assenti: Jennifer Stone

## Al cinema
- Titolo originale: Movies
- Diretto da: Mark Cendrowski
- Scritto da: Justin Varava

### Trama
Alex cerca di fare amicizia con gli amici di Justin andando al cinema con loro, mentendo a Jerry e Theresa. Purtroppo la ragazza non è abbastanza grande per vedere il film. Così, decide di entrare con la magia e, pronunciando frettolosamente l'incantesimo, si ritrova nel film.
- Altri interpreti: Tiffany Thornton, Malese Jow, Dan Benson, Devin McGinn, Zachary Stockdale, Sonya Joy Sims, Brandee Tucker
- Lezione magica dell'episodio: Incantesimi improvvisati
- Assenti: Jennifer Stone

## Non scoppiarmi o sono guai
- Titolo originale: Pop Me and We Both Go Down
- Diretto da: Bob Berlinger
- Scritto da: Vince Cheung, Ben Montanio

### Trama
Justin viene invitato al ballo studentesco da Miranda, una ragazza più grande. Poco prima di andare alla festa si accorge di avere un brufolo. Alex vorrebbe aiutarlo togliendolo con la magia ma sbaglia e lo anima. Il brufolo aiuta Justin a conquistare la ragazza ma, successivamente, inizia a parlare autonomamente mettendolo in imbarazzo. Nel frattempo Alex ha animato un trofeo in casa e deve recuperarlo prima di correre ad aiutare il fratello.
- Altri interpreti: Lucy Hale, Charlie Bodin, J.R. May, Zone, Curtis Armstrong
- Lezione magica dell'episodio: Murrieta Animata (Animare) e Garybay Emobilitay (Disanimare)
- Assenti: Jennifer Stone
- Nota: questo episodio è ambientato prima del secondo episodio Il primo bacio. Questo è dovuto al fatto che in questo episodio Justin incontra Miranda per la prima volta e loro due cominciano un rapporto sentimentale mentre invece nel secondo episodio Il primo bacio Justin e Miranda sono già in un rapporto sentimentale e si danno il primo bacio. L'ordine della messa in onda dei due episodi ha contribuito ad un errore di continuità.

## Pozione d'amore
- Titolo originale: Potion Commotion
- Diretto da: Bob Berlinger
- Scritto da: Todd J. Greenwald

### Trama
Alex vuole far colpo su un ragazzo e vorrebbe fargli bere un bicchiere della pozione d'amore magica. L'altro bicchiere l'avrebbe bevuto lei così si sarebbero innamorati. Ma qualcosa va storto ed Alex beve da entrambi i bicchieri: si innamora di sé stessa e tutte le volte che si elogia la sua testa si ingrandisce. Intanto Max acquista in pieno i suoi poteri ed entra a far parte della gara di magia. Per la prima settimana dovrà indossare un cappello eccentrico per tenerli a bada. Il cappello però è l'unico modo per tenere a bada il problema di Alex mentre Justin ha un'intervista casalinga con il preside per partecipare ad un Summit. durante l'intervista Max causa molti disastri con la magia ed irrompe anche il rivale di Justin per rovinare tutto con la scusa di far colpo su Alex. Alla fine la ragazza capisce che è stata usata e lo lascia anche se non sono mai stati insieme per davvero, mentre Justin riesce ad andare al summit.
- Altri interpreti: Bill Chott, Shane Lyons, Martin Magdaleno, Unica Luna, Anissa Morris, Amanda Panoke
- Lezione magica dell'episodio: pomozioni (pozioni in grado di far provare emozioni)
- Assenti: Jennifer Stone

## Justin chi?
- Titolo originale: Justin's Little Sister
- Diretto da: Andrew Tsao
- Scritto da: Eve Weston

### Trama
Alex, stanca di essere continuamente paragonata a Justin, libera un genio dalla lampada e, trascurando il fatto che i geni possono ingannare, chiede di non essere più paragonata a lui. Ma, invece, cancella Justin dalle menti di tutti.
- Altri interpreti: Candace Brown, Bill Chott, Monica Parales, Veronica Sixtos, Christopher Johnson
- Lezione magica dell'episodio: All'istante noi cresciamo e dalla casa del genio ce ne andiamo (per ritornare all'altezza originale)

## Scuola di maghi (Prima parte)
- Titolo originale: Wizard School - Part 1
- Diretto da: Mark Cendrowski
- Scritto da: Vince Cheung, Ben Montanio

### Trama
Jerry e Theresa mandano Alex e Justin alla scuola di magia durante l'estate. Justin è il più bravo della scuola, tutto il contrario di sua sorella. Justin viene informato dalla professoressa Evilini che, in qualità di studente migliore della scuola, ha il diritto di partecipare al Torneo delle Dodici Palle (una sorta di ping pong). Intanto Alex viene messa in punizione per aver trasformato la testa dell'insegnante in quella di un elefante, e, in sala punizioni, scopre una verità sconcertante: La Evilini, nel corso del Torneo delle Dodici Palle ruberà i poteri al vincitore.
Nel frattempo, Max e Jerry fanno campeggio in terrazza perché messa in ridicolo la loro "mascolinità".
- Altri interpreti: Octavia Spencer, Josh Sussman, J. Evan Bonifant
- Lezione magica dell'episodio: Postatus Spontaneus+nome o posto (Trasporta le persone o gli oggetti ad altrettante persone o oggetti), Che ti venga all'istante la proboscide di un elefante (Trasforma il naso in una proboscide)
- Assenti: Jennifer Stone

## Scuola di maghi (Seconda parte)
- Titolo originale: Wizard School - Part 2
- Diretto da: Mark Cendrowski
- Scritto da: Gigi McCreery, Perry Rein

### Trama
Alex cerca di fermare l'insegnante che vuole rubare a Justin i suoi poteri nel corso di un torneo. Il ragazzo lo scopre, e decide di rinunciare al torneo, ma la Evilini gli fa un incantesimo, per colpa del quale non potrà lasciare la sfida. Dopo aver scoperto che nemmeno il preside della scuola potrà aiutarla, Alex dovrà fare tutto da sola. Nel frattempo, una donna pubblicizza il suo ristorante davanti alla paninoteca dei Russo.
- Altri interpreti: Octavia Spencer, Josh Sussman, Amanda Tepe, J. Evan Bonifant, Ian Abercrombie, Robyn Moran, Adam Conger, Craig Watkinson
- Lezione magica dell'episodio: Di te mi voglio fidare, ma voglio che sia il tuo cervello a parlare (Fa dire cosa pensi veramente) Scritipolare non te ne andare (Fa evitare di far dire ad una persona che se ne vuole andare)
- Assenti: Jennifer Stone

## Tutti pazzi per il baseball
- Titolo originale: The Supernatural
- Diretto da: Mark Cendrowski
- Scritto da: Matt Goldman

### Trama
Justin vuole fare colpo su una ragazza a cui piace il baseball, così usa la magia durante il gioco. Poi, costretto dal padre, non lo farà più.
Però, anche Alex vuole far colpo su un ragazzo che gioca a baseball, a cui promette di essere il suo portafortuna. Gli promette quindi che Justin vincerà, usando lei la magia su di lui.
- Altri interpreti: Brian Kubach, Chelsea Staub, Michael Patrick McGill, Lee Davis, Joey Diaz, Adam Gregory, Ezra Weisz
- Lezione magica dell'episodio: Cerebellum Errais (cancella la memoria dei presenti)
- Assenti: Maria Canals Barrera

## Lo zio Kelbo
- Titolo originale: Alex in the Middle
- Diretto da: Bob Berlinger
- Scritto da: Matt Goldman

### Trama
Lo zio Kelbo va a fare una visita ai loro nipoti e li fa divertire con la magia, l'opposto di quello che fa il padre.
Alex, allora, chiede allo zio di fargli da insegnante, ma quando ciò accade lo zio commetterà un errore con la magia che farà scoprire ai ragazzi un segreto...
- Altri interpreti: Jeff Garlin, Eric Allan Kramer, Monica Lee Gradischek
- Lezione magica dell'episodio: Cashmearus Appearus (Fa apparire un maglione), Cranium Revolarium (Fa fare due giri alle teste), Disidratus Lotus Scimpanzé Escapitus (Fa sparire l'acqua degli scimpanzé marini) 3 metris mobiliturs (Ti fa apparire 10 passi più avanti)
- Assenti: Jennifer Stone

## La pagella
- Titolo originale: Report Card
- Diretto da: Perry Rein, Peter Murrieta
- Scritto da: Andrew Tsao

### Trama
Per non far capire ai loro genitori che nella pagella di magia ha preso un brutto voto, Alex cerca di distruggerla, ma non ci riesce.
Quando i genitori stanno per scoprire la pagella, Alex li trasforma accidentalmente in porcellini d'India.
- Altri interpreti: Ian Abercrombie, Charlie Alder, Dan Benson, Kara Taitz, Keith Blaney
- Lezione magica dell'episodio: Un porcellino d'India più non sarai, in bianca colomba ti trasformerai (trasforma un porcellino d'India in una colomba); Da piccoli e roditori, diventate umani per trovare i nostri genitori (trasforma due porcellini d'India in persone); Un porcellino più non sarai, il preside Crumbs ritornerai (ritrasforma il preside).

## L'idea giusta
- Titolo originale: Credit Check
- Diretto da: Fred Savage
- Scritto da: Todd J. Greenwald

### Trama
Alex, stanca del fatto che la sua famiglia non apprezza le sue idee, accetta di fare praticantato presso un'importante rivista di moda. Subito dimostra un grande interesse ed una grande voglia di lavorare, tanto che un giorno decide di usare l'autunno in sfilata con i colori dell'estate. Mentre Harper si presenta un giorno al negozio della rivista, arriva Mr. Frenchy, che dice al direttore che le idee di Alex sono bellissime. Alex si accorge presto che il direttore del giornale la sta solo sfruttando. Con l'aiuto di Harper, Alex crea dei vestiti orribili per dare il merito a Mr. Frenchy. Quest'ultimo decide di dare il merito ad Alex. Allora ferma il tempo con la magia e fa delle creazioni bellissime, tanto da diventare direttrice.
Intanto, Justin cerca di uscire con la nuova cameriera del Waverly Sub Station.
- Altri interpreti: Sara Paxton, Julia Duffy, Jeffrey Christopher Todd
- Lezione magica dell'episodio: Gielsjay dai tempo e vai (ferma il tempo per quanto si può saltare su una gamba)

## Cuore di plastica
- Titolo originale: Alex's Spring Fling
- Diretto da: Matt Goldman
- Scritto da: Victor Gonzalez

### Trama
Riley molla Alex perché è troppo gelosa con lui. A questo punto, Alex rianima un manichino, che chiama Manny Kino, per farlo ingelosire. Quando Alex riesce a sistemare le cose con Riley, deve riuscire a far tornare Manny un manichino, perché non le si stacca di dosso perché è innamorato di lei. Per farlo, anima un'action figuer del fratello, con risultati a dir poco disastrosi.
- Altri interpreti: Brian Kubach, Lauren Phillips, Matt Smith, J.R. May, Eddie Pepitone, Dallas Lovato, Andrew Elvis Miller, Leshay Tomlinson
- Lezione magica dell'episodio: Murrieta Animata (Animare) e Garybay Emobilitay (Disanimare), entrambi già utilizzati nell'episodio Un brufolo di troppo.
- Assenti: David DeLuise, Maria Canals Barrera

## Quinceañera
- Titolo originale: Quinceañera
- Diretto da: Victor Gonzalez
- Scritto da: Matt Goldman

### Trama
Durante la lezione di magia odierna, i fratelli Russo imparano l'incantesimo dello scambio dei corpi.
Theresa impone alla figlia di sottoporsi alla cerimonia della Quincenera, una tradizione messicana in cui una ragazzina passa all'età adulta, ma lei non vuole farla e Theresa ci rimane male. Quando Magdalena, l'eccentrica nonna materna dei fratelli Russo, racconta ad Alex che sua madre non ha potuto avere la sua Quincenera perché erano troppo povere, ad Alex viene la brillante idea di far vivere alla propria madre le emozioni della Quincenera attraverso lo scambio dei corpi. Durante la festa Alex, nel corpo di Theresa, inizia a mettere in cattiva luce la madre, mentre Theresa, nel corpo di Alex, si comporta come sua figlia non farebbe mai. Justin e Max si accorgono della cosa, ma anche loro usano l'incantesimo scambiando i loro corpi con due ballerini di salsa per fare bella figura. A fine episodio, Alex rifà lo scambio, tutto torna come prima e per una volta Jerry non rimprovera la figlia per aver usato la magia senza la sua supervisione.
- Altri interpreti: Adam Bay, Belita Moreno (nonna Magdalena), Gabrielle Dennis
- Lezione magica dell'episodio: Nome + nome muto mutantis sua corpora in mei corpore nominavi (scambio dei corpi)

## Vere opere d'arte
- Titolo originale: Art Museum Piece
- Diretto da: Matt Goldman
- Scritto da: Victor Gonzalez

### Trama
Alex ha bisogno di partecipare ad una mostra con la scuola per non essere bocciata. Nello stesso giorno deve andare anche ad una vendita di oggetti fatti da Harper. Per venirci in tempo, anima i quadri della mostra (tra cui la Gioconda di Leonardo Da Vinci, L'urlo di Munch, l'Autoritratto con orecchio bendato di Van Gogh e Il ragazzo in azzurro di Thomas Gainsborough) al fine di rispondere correttamente alle domande del suo test, ma deve fare attenzione a non farsi scoprire.
- Altri interpreti: Amanda Tepe
- Lezione magica dell'episodio: Va attraverso passa oltre (fa passare attraverso le cose persone e oggetti) Voi dei quadri materializzatevi (fa uscire i personaggi fuori dai quadri), Quadro della Monnalisa, ritorna all'epoca del 1502 (fa tornare la Monnalisa nel quadro).